# Kinesisk buksill
Kinesisk buksill (Ilisha elongata) är en fiskart som först beskrevs av Anonymous [bennett och 1830.  Kinesisk buksill ingår i släktet Ilisha och familjen Pristigasteridae. Inga underarter finns listade i Catalogue of Life.